# Philophylla seychellensis
Philophylla seychellensis är en tvåvingeart som först beskrevs av Lamb 1914.  Philophylla seychellensis ingår i släktet Philophylla och familjen borrflugor.
Artens utbredningsområde är Seychellerna. Inga underarter finns listade i Catalogue of Life.